# 董修甲

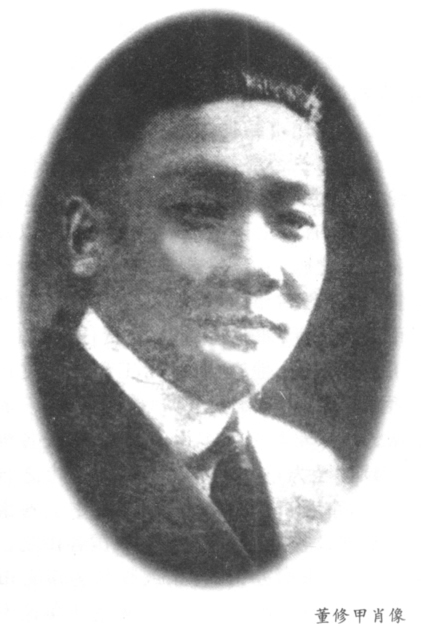
董修甲

董修甲（1891年—20世纪？）字鼎三，江苏省六合县人。中华民国市政专家。

## 生平
董修甲自清华学校毕业后，于1918年8月14日自上海搭乘“南京号”轮船赴美国留学。到美国后， 董修甲先入密歇根大学学习经济市政学，获得学士学位。后入加州大学，获得市政管理硕士学位。归国后，历任南洋铁道矿山专门学校教授、国立北京法政大学、国立北京师范大学、上海国民大学、吴淞中国公学市政教授等职务。他还历任吴淞港改筑委员会顾问、吴淞临时市政府市政调查局局长。1927年，组织创办中华市政协会，任该协会总干事，主编《中国建设》第3期“市政专刊”。
1928年12月，湖北省建设厅厅长石瑛提议，经政府政务会议议决，将武汉市工程委员会改为武汉市市政委员会， 陶宗铎任委员长，石瑛、陶钧、张难先、严重、孙绳、王恒、时功玖、但焘任委员， 董修甲任该届委员会秘书处秘书长。从1928年至1929年，董修甲历任武汉市市政委员会秘书长、武汉市市政秘书长。
1929年4月，武汉政府官员换届，留学法国且受蒋介石器重的原汉口市市长刘文岛被任命为武汉特别市市长，董修甲任武汉特别市政府参事、代理工务局局长。任内，董修甲主持制定了《武汉特别市工务计划大纲》，刊登于1929年6月《武汉特别市市政月刊》。1929年7月，武汉特别市改为汉口特别市，辖汉口、汉阳，刘文岛仍任市长，董修甲任汉口特别市政府工务局局长。1929年10月，董修甲代理公用局局长。1930年公用局撤销，董修甲专任市政府参事。任内，董修甲组织人员析出《武汉特别市工务计划大纲》中汉口、汉阳部分，编成《汉口特别市工务计划大纲》；1930年3月14日，董修甲奉汉口特别市市长刘文岛派遣，赴南京、上海、杭州三市考察市政，回到汉口后，编撰《京、沪、杭、汉四大都市之市政》，1931年1月由大东书局出版。
1931年，董修甲被补选为国民政府立法院第二届立法委员。1931年之后，董修甲任江苏省政府委员兼江苏省建设厅厅长、杭州市政府参事、首都建设委员会专门委员等职务。
抗日战争期间，董修甲任汪精卫政权江苏省、安徽省政府委员兼财政厅厅长，汪精卫政权财政部江苏印花烟酒税局局长。 

## 著作
- 董修甲，市政新論，商務印書館，1924年
- 董修甲，代議立法與直接立法，商務印書館，1926年
- 董修甲，市政学纲要，商務印書館，1927年
  - 董修甲，市政學綱要，商務印書館，1932年
- 董修甲，訓憲政時期江蘇市制之商榷，青年协会书报部，1928年
- 董修甲，市政硏究論文集，青年協會，1929年
- 董修甲、时敏，还我河山，中国自强学社，1929年
- 董修甲，現行市組織法平議，武漢市市政委員會秘書處編譯室，1929年
- 董修甲，我国大都市之建设计划，武汉市市政委员会秘书处，1929年
- 董修甲，市政问题，青年学会书报部，1929年
- 董修甲，我国市财政问题，武汉市市政委员会秘书处编译室，1929年
- 董修甲，京滬杭漢四大都市之市政，大东书局，1931年
- 董修甲，我国都市存废问题，中华市政学会，1931年
- 董修甲，市宪议，新月书店，年份不详
- 董修甲，都市分區論，大东书局，1931年
- 董修甲，都市行政费与事业费，江南印书馆，1933年
- 董修甲，市行政學綱要，中華書局，1934年
- 董修甲，市財政學綱要，商務印書館，1936年
- 董修甲，國民經濟建設之途徑，生活书店，1936年
- 董修甲，非常时期之理财方策，1936年
- 董修甲，战时理财方策，战争丛刊社，1937年
- 董修甲，中國地方自治問題，商務印書館，1937年
  - 董修甲，支那地方自治問題，岡本武彦译，生活社，1939年
- 董修甲，江苏省田赋章则辑要: 第1辑，1940年
- 董修甲，國民經濟建設精義，中華書局，1940年
- 董修甲，江苏赋稅之提成，江苏省财政厅，1941年